# Захист Лужина (роман)
«За́хист Лужина́» (англ. The Defence, рос. Защита Лужина) — роман Володимира Набокова, написаний у Берліні й опублікований у 1930 році. Разом з Майклом Скеммелом Набоков перекладає і у 1964 році публікує «Захист Лужина» англійською.
Прообразом головного героя «Захисту Лужина» став німецький гросмейстер Курт фон Барделебен, котрого Набоков знав особисто.

## Сюжет
Основа твору — історія життя чоловіка з прізвищем Лужин, чиє повне ім'я стає відомим читачу лише після його смерті. У дитячому віці, будучи тихою дитиною й об'єктом жартів однокласників, Лужин відкриває захоплення шахами й поринає у них з головою. Подальше життя Лужина цілком пов'язане з ними — він стає дуже успішним гросмейстером, проте з часом у нього розвивається психічна хвороба.

## Сприйняття
За рецензією доктора філософії Джона Пістеллі, «Захист» – це … попередження Набокова про небезпеку мистецтва, відокремленого … від реального життя».

## Екранізація
У 2000 році за твором знято однойменний фільм — «Захист Лужина».